# 7,5 cm KwK 37

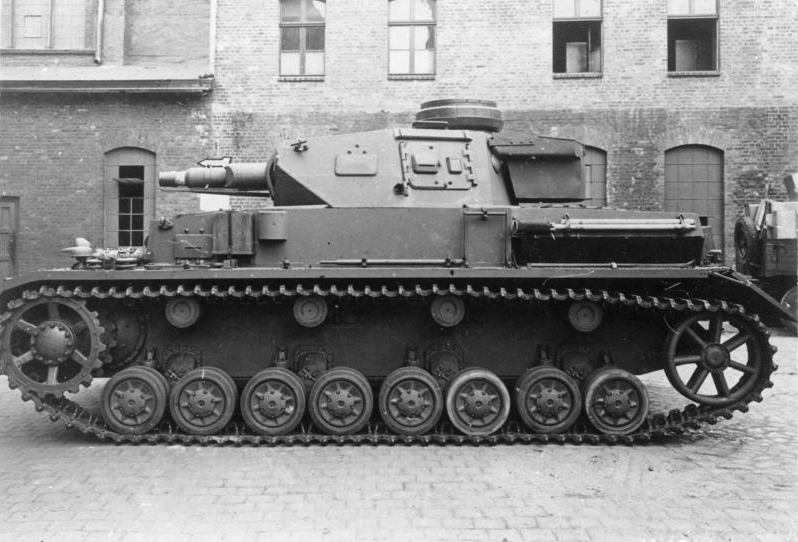
Un PzKpfw IV armado con el 7,5 cm KwK 37 L/24.

El 7,5 cm KwK 37 L/24 (7,5 cm Kampfwagenkanone 37 L/24) fue un cañón para carro de combate de tipo obús de 75 mm, usado durante la Segunda Guerra Mundial, como armamento principal de los primeros Panzer IV y con ligeras modificaciones como StuK 37 en los cañones de asalto StuG III.
Fue diseñado como artillería de apoyo cercano de la infantería disparando munición de alto poder explosivo (por esta razón el cañón era relativamente corto), pero también fue efectivo contra los carros de combate con los que se enfrentó al principio de la guerra. A partir de marzo de 1942, nuevas variantes del Panzer IV y del StuG III tenían el armamento principal actualizado con el nuevo cañón 7,5 cm KwK 40, de caña más larga. Cuando a los viejos Panzer IV se les retiraba el cañón, éstos eran reutilizados para rearmar a los Panzer III y otros vehículos de apoyo.
En 1943, al agotarse las existencias y con la continua demanda del Panzer III Ausf. N, se reinició la producción de una variante levemente mejorada bajo la designación 7,5 cm K 51 L/24 (7,5 cm Kanone 51 L/24).

## Tipos de proyectiles
El KwK 37 usaba el proyectil 75 x 243 R.
- K.Gr.rot.Pz. - Antiblindaje (AP)
- Kt. Kw. K. - Bote de metralla
- Nbgr. Kw. K. - Fumígeno
- Gr.38 Hl - Alto poder explosivo antitanque (HEAT)
- Gr.38 Hl/A - Alto poder explosivo antitanque
- Gr.38 Hl/B - Alto poder explosivo antitanque
- Gr.38 Hl/C - Alto poder explosivo antitanque

### 7,5cm Sprgr.34 - Alto poder explosivo
- Peso del proyectil: 4,422 kg
- Peso de la carga explosiva: 0,454 kg[3]

### PzGr. 39/43 Antiblindaje
- Peso del proyectil: 6,8 kg
- Velocidad en boca: 385 m/s

| Alcance | Penetración | Probabilidad de acierto (%) |
| ------- | ----------- | --------------------------- |
| 100     | 41          | 100                         |
| 500     | 39          | 100                         |
| 1000    | 35          | 97                          |
| 1500    | 33          | 82                          |
| 2000    | 30          | n/a                         |

## Comparación de penetraciones
| Tipo               | Velocidad en boca (m/s) | Penetración (mm) | Penetración (mm) | Penetración (mm) | Penetración (mm) | Penetración (mm) | Penetración (mm) | Penetración (mm) | Penetración (mm) | Penetración (mm) | Penetración (mm) | Penetración (mm) |
| Tipo               | Velocidad en boca (m/s) | 100 m            | 250 m            | 500 m            | 750 m            | 1000 m           | 1250 m           | 1500 m           | 2000 m           | 2500 m           | 3000 m           |                  |
| ------------------ | ----------------------- | ---------------- | ---------------- | ---------------- | ---------------- | ---------------- | ---------------- | ---------------- | ---------------- | ---------------- | ---------------- | ---------------- |
| Pzgr. 39/1 (APCBC) | 385                     | 54               | 53               | 50               | 48               | 46               | 44               | 42               | 38               | 35               | 32               |                  |
| Pzgr. 39/2 (APCBC) | 385                     | 60               | 58               | 55               | 52               | 50               | 47               | 44               | 38               | 33               | 27               |                  |
| Gr.38 Hl (HEAT)    | 450                     | 52               | 52               | 52               | 52               | 52               | 52               | 52               | 52               | 52               | 52               |                  |
| Gr.38 Hl/A (HEAT)  | 450                     | 81               | 81               | 81               | 81               | 81               | 81               | 81               | 81               | 81               | 81               |                  |
| Gr.38 Hl/B (HEAT)  | 450                     | 87               | 87               | 87               | 87               | 87               | 87               | 87               | 87               | 87               | 87               |                  |
| Gr.38 Hl/C (HEAT)  | 450                     | 115              | 115              | 115              | 115              | 115              | 115              | 115              | 115              | 115              | 115              |                  |

## Vehículos que lo usaron
- Neubaufahrzeug
- Panzer III Ausf. N
- Panzer IV Ausf. A, C, D, E y F1
- StuG III Ausf. A, B, C, D y E
- SdKfz.233 Schwerer Panzerspähwagen "Stummel"
- SdKfz.234/3 Schwerer Panzerspähwagen
- SdKfz.250/8 Schützenpanzerwagen (7.5 cm KwK37)
- SdKfz.251/9 Schützenpanzerwagen (7.5 cm KwK37)